# Ajn Farradż
Ajn Farradż (arab. عين فراج) – wieś w Syrii, w muhafazie Hama. W 2004 roku liczyła 190 mieszkańców.